# Pyrgomantis nasuta
Pyrgomantis nasuta es una especie de mantis de la familia Tarachodidae.

## Distribución geográfica
Se encuentra en Angola, Provincia del Cabo, Camerún, Kenia,  Natal, Namibia, Somalia, Tanzania.